# Iodură de bismut
Iodura de bismut este o sare a bismutului cu acidul iodhidric cu formula BiI3. Este greu solubilă în apă și are o culoare neagră. 

## Obținere
Iodura de bismut se obține prin adăugarea unei soluții de sare de bismut la o soluție de iodură de potasiu:
{\displaystyle \mathrm {BiCl_{3}+3KI\longrightarrow BiI_{3}\downarrow +3KCl} }
Dacă în soluție există exces de reactiv, iodura de bismut rezultată se va dizolva în acesta și va rezulta tetraiodobismutul de potasiu, colorat în galben până la portocaliu, după reacția:
{\displaystyle \mathrm {BiI_{3}+KI\longrightarrow K[BiI_{4}]} }